# Cavite

Cavites läge i Filippinerna

Cavite är en provins i Filippinerna som ligger i regionen CALABARZON. Den har 2 582 500 invånare (2006) på en yta av 1 288 km². Administrativ huvudort är Trece Martires City.
Provinsen är indelad i 20 kommuner och 3 städer. Större städer och orter är Bacoor, Cavite City, Dasmariñas, General Mariano Alvarez, Silang, Tagaytay City och Trece Martires City.